# Stipa pekinensis
Stipa pekinensis är en gräsart som beskrevs av Henry Fletcher Hance. Stipa pekinensis ingår i släktet fjädergrässläktet, och familjen gräs. Inga underarter finns listade i Catalogue of Life.